# 스콧 파커
스콧 매슈 파커(Scott Matthew Parker, 1980년 10월 13일 ~ )는 잉글랜드의 전 축구 선수, 현 축구 감독이다. 선수 시절 포지션은 미드필더이다.

## 수상 경력

### 클럽
찰턴 애슬레틱
- 풋볼 리그 1부 : 1999-00

첼시
- 프리미어리그 : 2004-05

뉴캐슬 유나이티드
- UEFA 인터토토컵 : 2006

### 개인
- PFA 올해의 신인: 2003-04
- FWA 올해의 선수: 2010-11
- 잉글랜드 올해의 선수: 2011
- PFA 프리미어리그 올해의 팀: 2011-12